# Phellinus gilvus
Phellinus gilvus är en svampart som först beskrevs av Ludwig David von Schweinitz, och fick sitt nu gällande namn av Narcisse Theophile Patouillard 1900. Phellinus gilvus ingår i släktet Phellinus och familjen Hymenochaetaceae.   Inga underarter finns listade i Catalogue of Life.

## Fnöske
P. gilvus har använts vid framställning av fnöske, även om fnösktickan är den art som förknippas med fnösktillverkning. Fnöske är ett läderaktigt, lättantändligt material som framför allt framställts från olika tickor, men även annat liknande material. Fnösket har huvudsakligen haft tre användningsområden: eldslagning, sjukvård och kläder, men har främst förknippats med eldmakande.

## Bildgalleri

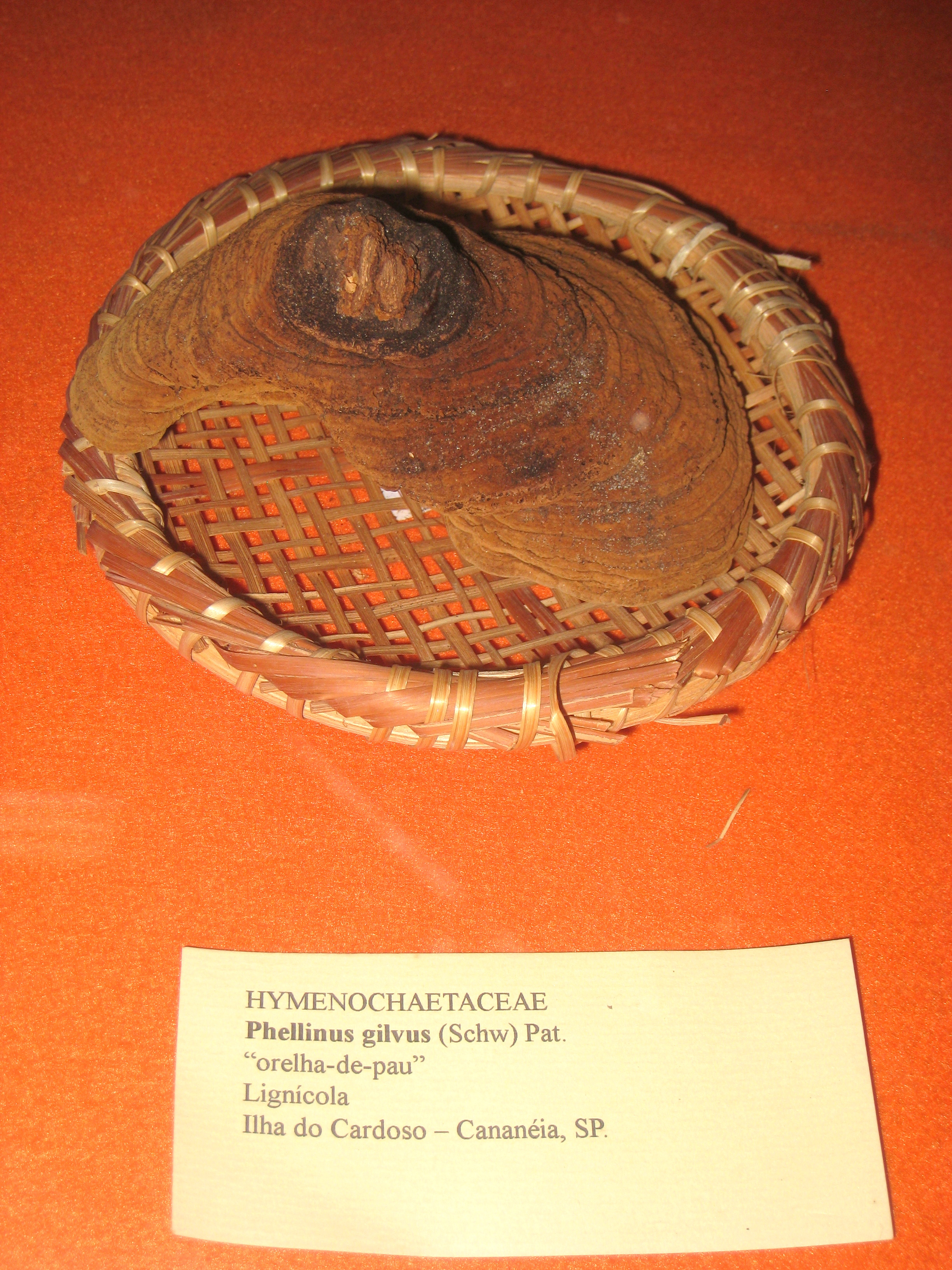
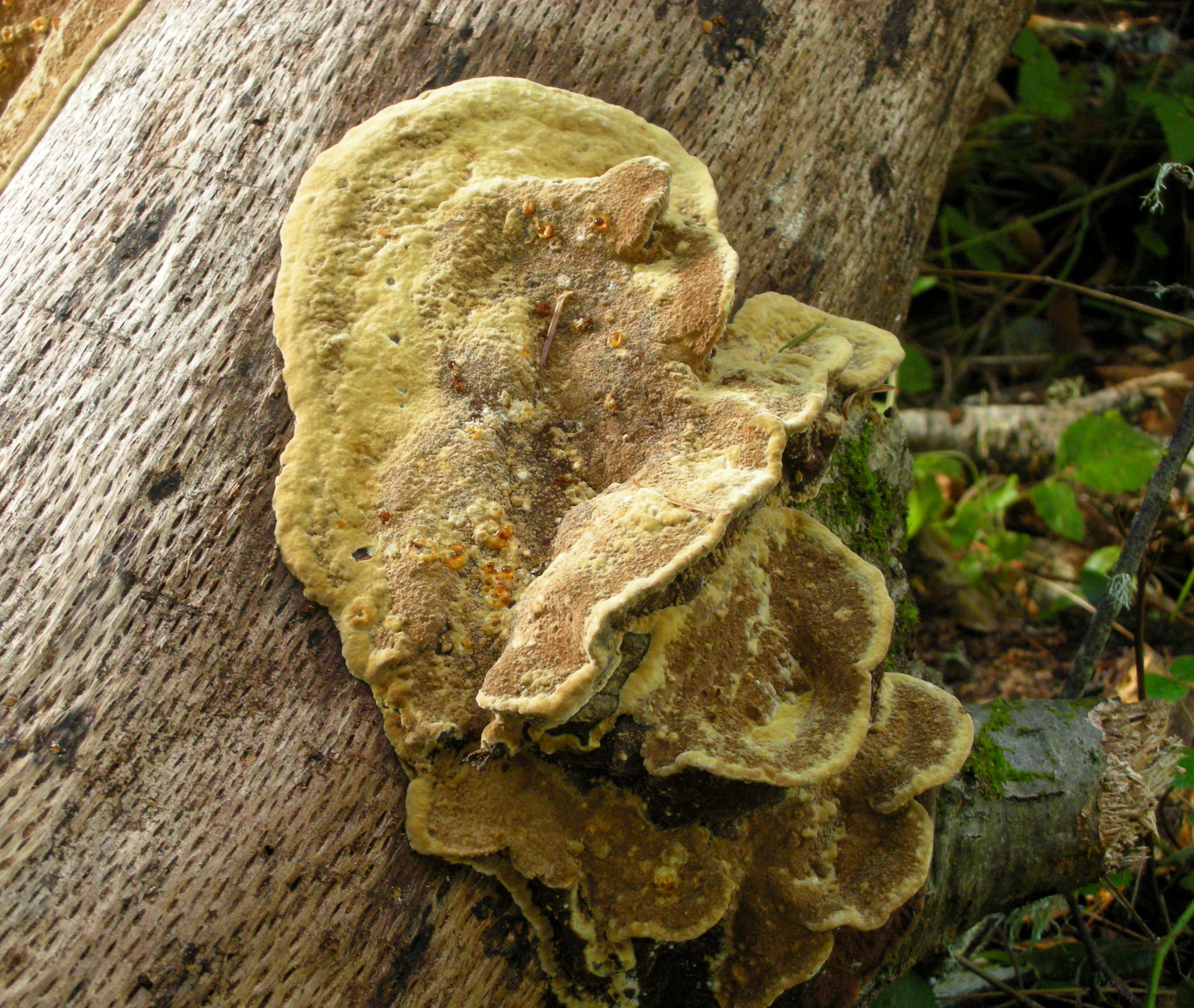